# 四国大学附属保育所

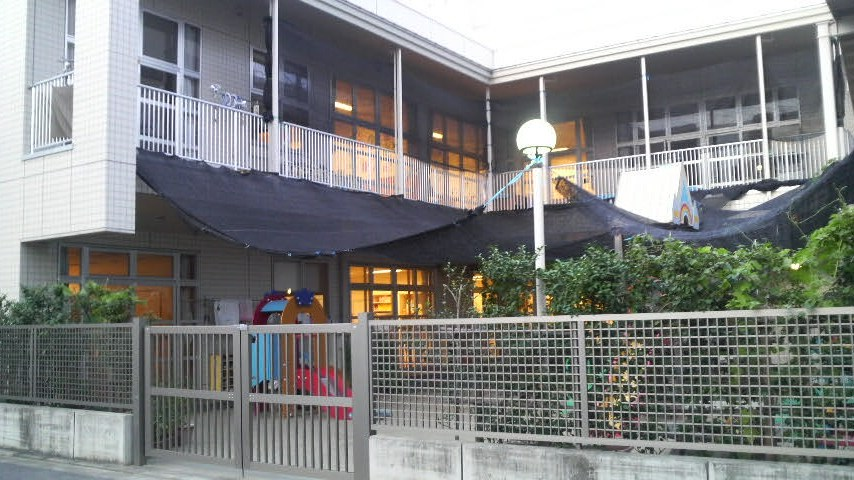
四国大学附属保育所

四国大学附属保育所（しこくだいがくふぞくほいくしょ）は、徳島県徳島市寺島本町西にある社会福祉法人四国大学福祉会が運営する保育所である。

## 沿革
- 1969年 - 徳島市立西富田乳児保育所の運営受託と学生のための実習施設として財団法人四国女子短期大学附属保育所を設立[1]。
- 1999年 - 財団法人四国女子短期大学附属保育所を解散し新たに社会福祉法人四国大学福祉会を設立[2]。
- 2004年 - 四国大学附属保育所を設置。

## 施設
- 構造：鉄骨造陸屋根2階建
- 2階床面積：381,9平方メートル
- 1階床面積：356,7平方メートル
- 設立：2004年（平成16年）4月1日
- 理事長：佐藤久子